# Enea Masiero
Enea Masiero (* 8. November 1933 in Lonigo; † 31. März 2009 in Mailand) war ein italienischer Fußballspieler und späterer -trainer. Sowohl als Aktiver als auch als Coach wirkte er bei Inter Mailand und wurde mit dem Topverein zweimal italienischer Meister.

## Spielerkarriere
Enea Masiero wurde am 8. November 1933 in Lonigo, einer Stadt in der Provinz Vicenza in der Region Venetien, geboren. Mit dem Fußballspielen begann er beim städtischen Verein, wo ihn Anfang der Fünfzigerjahre die Talentspäher des damaligen Zweitligisten Marzotto Valdagno entdeckten. So unterschrieb Enea Masiero im Sommer 1951 einen Vertrag in Valdagno, wo er in den folgenden vier Jahren Fußball spielte. Bis 1955 brachte es Masiero dabei auf insgesamt 88 Ligaspiele mit fünf Toren in der Serie B für Marzotto Valdagno.
Durch seine guten Leistungen im Trikot von Marzotto Valdagno wurde Inter Mailand 1955 auf Enea Masiero aufmerksam und verpflichtete den Mittelfeldspieler zur Saison 1955/56. Bei Internazionale spielte Masiero die folgenden neun Jahre von 1955 bis 1964 und machte in dieser Zeit 140 Ligaspiele in der Serie A, in denen ihm neun Torerfolge gelangen. Den größten Erfolg landete er dabei in der Serie A 1962/63, als man nach dem Ende aller Spieltage den ersten Platz mit einem Vorsprung von vier Zählern vor Juventus Turin belegte und sich zum achten Mal in der Vereinsgeschichte den Titel des italienischen Fußballmeisters holte. Als italienischer Meister für den Europapokal der Landesmeister der Folgesaison qualifiziert, besiegte Inter Mailand dort nacheinander den FC Everton, den AS Monaco, Partizan Belgrad sowie Borussia Dortmund und stand letztlich im Endspiel des Wettbewerbs, wo der spanische Vertreter Real Madrid mit 3:1 besiegt wurde. Enea Masiero war jedoch nurmehr Ersatzspieler in der aufstrebenden Inter-Mannschaft von Trainer Helenio Herrera und wurde so auch im Finalspiel von Wien nicht eingesetzt.
Im gleichen Sommer verließ Masiero Inter Mailand in Richtung Genua, wo er sich dem dort ansässigen Erstligisten Sampdoria anschloss. Für Sampdoria Genua stand Enea Masiero noch zwei Jahre auf dem Platz und machte in dieser Zeit 55 Ligaspiele ohne Torerfolg. Nachdem im ersten Jahr ein Platz im unteren Mittelfeld der Serie A belegt wurde, musste Sampdoria mit Enea Masiero in der Saison 1965/66 den Gang in die Zweitklassigkeit antreten. Danach beendete der 33-jährige Mittelfeldspieler seine aktive Laufbahn als Fußballspieler.

## Trainerkarriere
Nach dem Ende seiner aktiven Laufbahn als Fußballspieler wurde Enea Masiero Trainer. Zunächst arbeitete er im Trainerstab seines alten Vereins Inter Mailand und wurde 1970 Co-Trainer unter Heriberto Herrera und später unter Giovanni Invernizzi. In dieser Saison wurde Inter Mailand italienischer Meister. Als Invernizzi im März 1973 entlassen wurde, übernahm Masiero interimsweise die Trainertätigkeit bei Inter bis zum Ende der Saison, die die Mannschaft auf Platz fünf abschloss. Zur neuen Spielzeit wurde er durch den zurückkehrenden Helenio Herrera abgelöst. Als dieser jedoch wegen Erfolglosigkeit Anfang 1974 seines Amtes enthoben wurde, bestimmten die Inter-Bosse erneut dessen Assistenten Masiero als Nachfolger bis zum Ende der Saison. Masiero beförderte Inter auf Platz vier in der Serie A 1973/74.
1977 übernahm Enea Masiero wieder einen Verein als Cheftrainer, sein Engagement bei der US Salernitana dauerte jedoch nur ein Jahr. Auch seine weiteren Tätigkeiten als Chefcoach waren nicht von langer Dauer, mehr als ein Jahr kam nie zusammen. So trainierte Enea Masiero von 1978 bis 1979 Solbiatese Arno Calcio, von 1981 bis 1982 Brindisi Sport sowie von 1982 bis 1983 den AC Mantova. Danach übernahm Masiero keinen Klub mehr. Er zog sich weitgehend aus dem Fußballgeschäft zurück und lebte in Mailand, wo er am 31. März 2009 im Alter von 75 Jahren verstarb.

## Erfolge
- Europapokal der Landesmeister: 1×

1963/64 mit Inter Mailand
- Italienische Meisterschaft: 2×

1962/63 und 1970/71 (als Co-Trainer) mit Inter Mailand